# Gert Weil
Gert Michael Weil Wiesenborn (Puerto Montt, 3 de enero de 1960) es un lanzador de peso chileno de ascendencia alemana, que dominó el deporte sudamericano durante los años 1980 y 1990. Su mejor resultado en un evento internacional es un sexto lugar en los Juegos Olímpicos de Seúl 1988.
Su mejor marca personal es de 20,90m, alcanzada en Wirges 1986. Esta se mantuvo como plusmarca Iberoamericana, hasta que el lanzador español Manuel Martínez Gutiérrez con un lanzamiento de 21.35m en el año 2001 y 21,47m en el 2002 la superó. También fue  plusmarca Sudamericana hasta el año 2004, cuando el también chileno Marco Antonio Verni con un lanzamiento de 21,14m batió el récord, después de 16 años de vigencia.
Asimismo, fue el abanderado olímpico de Chile en los Juegos de Seúl 1988 y Barcelona 1992.
En la actualidad se encuentra ligado a la empresa privada, además de ser el nuevo entrenador del lanzador de peso  Marco Antonio Verni.
Weil está casado con la exatleta colombiana nacionalizada chilena Ximena Restrepo. Junto con Ximena son padres de la atleta Martina Weil.

## Logros
- 1996 Campeonato Iberoamericano de Atletismo - medalla de oro
- 1995 Juegos Deportivos Panamericanos - medalla de bronce
- 1995 Campeonato Sudamericano - medalla de oro
- 1994 Campeonato Iberoamericano de Atletismo - medalla de oro
- 1992 Campeonato Iberoamericano de Atletismo - medalla de oro
- 1991 Juegos Deportivos Panamericanos - medalla de oro
- 1991 Campeonato Sudamericano - medalla de oro
- 1990 Campeonato Iberoamericano de Atletismo - medalla de oro
- 1989 Campeonato Sudamericano - medalla de bronce (lanzamiento del disco)
- 1989 Campeonato Sudamericano - medalla de oro
- 1987 Juegos Deportivos Panamericanos - medalla de oro
- 1987 Campeonato Sudamericano - medalla de oro
- 1986 Campeonato Iberoamericano de Atletismo - medalla de oro
- 1985 Campeonato Sudamericano - medalla de oro
- 1983 Juegos Deportivos Panamericanos - medalla de plata
- 1983 Campeonato Sudamericano - medalla de oro
- 1981 Campeonato Sudamericano - medalla de oro
- 1979 Campeonato Sudamericano - medalla de oro